# Zanthoxylum huberi
Zanthoxylum huberi là một loài thực vật có hoa trong họ Cửu lý hương. Loài này được P.G.Waterman miêu tả khoa học đầu tiên năm 1975.